# Малышево (посёлок, Максатихинский район)
Малышево (карел. Mališeva) — посёлок в Максатихинском районе Тверской области России. Административный центр Малышевского сельского поселения. Расположен в 13 км к северо-западу от Максатихи. Железнодорожная станция на линии Бологое — Сонково.

## История
Посёлок возник в 1870-х, во время строительства Виндаво-Рыбинской железной дороги при железнодорожной станции близ одноимённой деревни. В середине XIX века деревня Малышево относилась к Ворожебскому приходу Раевской волости Вышневолоцкого уезда. В 1859 году в Малышеве насчитывалось 27 дворов, 49 жителей, а в 1887 году — 34 двора и 199 жителей. Работала школа грамотности. Основным занятием местных жителей было обслуживание железной дороги. По переписи 1920 года в Малышеве 39 дворов, 202 жителя. В начале 1930-х начали работать Малышевский льнозавод, Малышевская РТС (ММС, МТС, впоследствии Малышевская ПМК № 18 объединения "Калининмелиорация").

## Современность
На сегодня в Малышеве функционируют следующие учреждения:
- администрация сел. округа
- лесничество
- средняя школа
- дошкольное учреждение
- кабинет ВОП
- отделение связи
- магазины

## Памятные места
В поселке находится братская могила воинов, умерших в 1941 — 42 от ран в госпиталях.

## Население
| Численность населения, чел. | Численность населения, чел. | Численность населения, чел. | Численность населения, чел. | Численность населения, чел. |
| 1959                        | 1970                        | 1979                        | 1989                        | 2002                        |
| --------------------------- | --------------------------- | --------------------------- | --------------------------- | --------------------------- |
| 588                         | 599                         | 587                         | 581                         | 463                         |

## Структура поселка
Улицы:
- Дружбы
- Железнодорожная
- Лесная
- Мелиораторов
- Молодёжная
- МТС
- Новая
- Садовая
- Сосновая
- Центральная
- Школьная